# Vittarioideae
Vittarioideae (sin. Adiantoideae), biljna potporodica, dio porodice bujadovki (Pteridaceae). Pripada mu 12 rodova raširenih po svim kontinentima.
Tipični rod je trakasta paprat, a uz nju je značajan i najrasprostranjeniji rod ove potporodice, gospin vlasak (Adiantum). Potporodica Vittarioideae je opisana 1841.; Adiantoideae A.O. Horvát, 1927 njezin je sinonim.

## Rodovi
1. Adiantum L. (233 spp.)
2. Rheopteris Alston (1 sp.)
3. Vaginularia Fée (6 spp.)
4. Hecistopteris J. Sm. (3 spp.)
5. Radiovittaria (Benedict) E. H. Crane (10 spp.)
6. Haplopteris C. Presl (41 spp.)
7. Antrophyopsis (Benedict) Schuettp. (4 spp.)
8. Antrophyum Kaulf. (33 spp.)
9. Polytaenium Desv. (13 spp.)
10. Scoliosorus T. Moore (1 sp.)
11. Ananthacorus Underw. & Maxon (1 sp.)
12. Vittaria J. E. Sm. (7 spp.)